# 达布苏庙
达布苏庙，又名“塔穆寺”，位于内蒙古自治区锡林郭勒盟东乌珠穆沁旗，是一座藏传佛教格鲁派寺院。

## 简介
额吉诺尔盐湖东北部，有一座“达布苏庙”（蒙古语“达布苏”意为“盐”）。清朝，额吉诺尔盐湖位于乌珠穆沁右翼旗和浩齐特左翼旗旗界内，两旗王府授权达布苏庙的大喇嘛管理该盐湖。每年阴历清明，喇嘛诵经多日后方才开放盐湖，进人拉盐出来。由于宗教禁忌，以及为保护盐湖的生态环境，同时又为维护自身利益，额吉诺尔盐湖严禁外族、女人、铁轱辘车进入湖内拉盐。后来，该盐湖的控制权在清朝末年至中华民国期间多次变更。中华人民共和国成立后，额吉诺尔盐湖更名“额吉诺尔盐场”，收归国有。
1947年4月，内蒙古自治运动联合会和实业总公司转移到乌兰浩特。实业公司迁至乌兰浩特时，大部分财产存在喇嘛库伦。上级乃决定在喇嘛库伦设立实业公司办事处，主任郭申正，副主任周健，此外还有2名干部段占元、刘永富和部分工人。1948年，实业公司更名为贸易管理局（设在贝子庙），喇嘛库伦设一个贸易分局，周健任分局长。
东北解放时，国军残兵一部来到草原，与达布苏庙的达布苏喇嘛和胡图凌嘎联合，对喇嘛库伦的财产及部队形成威胁。喇嘛库伦贸易分局向工人配发枪支，锡林郭勒盟警卫团赵维新率两个连分驻喇嘛库伦、额吉诺尔盐湖，内蒙古军区的李明率一个连大部驻额吉诺尔盐湖，有一个班专门警卫喇嘛库伦贸易分局。不久，上述国军武装对喇嘛库伦发动进攻，占领了喇嘛库伦北面的一个敖包山的北面和西面。次日凌晨，李明率援兵从额吉诺尔盐湖赶到，击退了进攻。此次战斗共一天一夜，中共方面军队阵亡一人，负伤二十多人，国军方面阵亡三十多人。经过一年多的战斗，至1949年初，草原上的国军被全部消灭。